# Ушарал (Таласский район)
Ушарал (каз. Үшарал) — село в Таласском районе Жамбылской области Казахстана. Административный центр Ушаралского сельского округа. Код КАТО — 316247100.

## География
В 30 км к западу от села Ушарал в низовьях Таласской долины находится древний город-крепость Аккесене.

## Население
В 1999 году население села составляло 1946 человек (1042 мужчины и 904 женщины). По данным переписи 2009 года в селе проживало 1056 человек (550 мужчин и 506 женщин).

## Известные жители и уроженцы
- Айдымбеков, Дюсембек (1914—1982) — Герой Социалистического Труда[4].
- Губашев, Шарафий Губашевич (1913—1985) — Герой Социалистического Труда[5].
- Сагинтаев, Абдыр (1921—1986) — Герой Социалистического Труда[6].
- Сагинтаев, Бакытжан Абдирович (род. 1963) — председатель Коллегии Евразийской экономической комиссии[7].
- Кукеев, Турар Гараевич (1933—2017) — профессор, доктор медицинских наук, заслуженный хирург РК[8].
- Удербаев, Ергара (1920 — ?) — Герой Социалистического Труда[9].